# Gesellschaft für Sicherheitspolitik
Die Gesellschaft für Sicherheitspolitik e. V. (GSP), am 5. Januar 1952 als Gesellschaft für Wehrkunde (GfW) gegründet, ist ein eingetragener Verein mit Sitz in Bonn. Nach der Wiedervereinigung erfolgte 1990 die Umbenennung in Gesellschaft für Wehr- und Sicherheitspolitik (GfW) beziehungsweise am 7. Oktober 2014 in „Gesellschaft für Sicherheitspolitik“ (GSP). Er hat rund 7300 Mitglieder.
Die GSP ist mit den sicherheitspolitisch relevanten Organisationen und der Rüstungsindustrie in Deutschland vernetzt und wird durch Zuwendungen des Presse- und Informationsamts der Bundesregierung gefördert. Seit dem 1. Februar 2020 gibt es mit der Jungen GSP eine Jugendorganisation des Vereins.

## Aufgaben
Die GSP hat es sich zur Aufgabe gemacht, Öffentlichkeitsarbeit zu den Themen Sicherheits- und Verteidigungspolitik zu betreiben. Die Umsetzung dieser Ziele erfolgt vornehmlich durch öffentliche Informationsveranstaltungen. Träger dieser Veranstaltungen sind vor allem die Sektionen.

## Historische und politische Bedeutung
Die Gesellschaft für Wehrkunde wurde 1951 durch die Central Intelligence Agency gegründet und bis Anfang 1953 unter dem Decknamen QKSNITCH mit 240.000 DM finanziert.  Die Finanzierung der GfW von amerikanischer Seite erfolgte über den Stifterverband für die Deutsche Wissenschaft. Dadurch sollte verschleiert werden, dass es sich bei der GfW ähnlich wie bei der Deutschen Soldaten-Zeitung um eine durch die US-amerikanische CIA unterstützte Einrichtung handelte.
Im Januar 1952 wurde die GfW als Verein eingetragen. Die weitere Finanzierung ab 1953 sollte durch Industrie und das Amt Blank erfolgen.  Im Vorstand saßen Hitlergegner wie Ewald-Heinrich von Kleist-Schmenzin, aber auch der SS-General Felix Steiner, welcher auch Redakteur der durch die USA finanzierten Deutschen Soldaten-Zeitung war. Die publizistischen Projekte der GfW mussten in den Anfangsjahren durch die USA geprüft und genehmigt werden.
Gegen die pazifistische Ohne mich-Bewegung jener Zeit gründete sich die GfW als eine Interessenvereinigung zur Unterstützung der Westintegration.

„In der Annahme, dass Deutschland in absehbarer Zeit aufgefordert werden würde, einen eigenen militärischen Beitrag zu leisten, wollten die Gründerväter der GfW aktiv daran mitwirken, Fehlentwicklungen der Vergangenheit zu vermeiden und die Neugestaltung der Streitkräfte den Erfordernissen des neuen demokratischen Systems in Deutschland anzupassen“

Ein Jahr nach der Gründung hatte die Gesellschaft neben ihrem in München arbeitenden Vorstand bereits 70 Sektionen im ganzen Bundesgebiet und neben den Anfängen einer Monatszeitschrift zehn wehrpolitische Broschüren in einer Gesamtauflage von 200.000 Stück verbreitet. Daraufhin schloss sie Anfang 1953 einen Vertrag mit dem Presse- und Informationsamt der Bundesregierung, der die Finanzierung auf eine feste Grundlage stellte. Der Vertrag wurde seitdem bis heute von Jahr zu Jahr erneuert.
Vorstand und Bundesversammlung der GfW reagierten im April 1990 auf die neue Lage nach dem Fall der Berliner Mauer und dem Ende des Ost-West-Konflikts. Der Begriff „Wehrkunde“, der durch die vormilitärische Ausbildung in DDR-Schulen negativ belastet war, wurde durch „Wehr- und Sicherheitspolitik“ ersetzt. In die Satzung wurde im Artikel 2 zusätzlich das Ziel: „Die Einheit Deutschlands zu fördern und zu festigen“ aufgenommen.
Mit der Wiedervereinigung Deutschlands wurde die GfW vor die Aufgabe gestellt, ihren Wirkungskreis auch in die neuen Bundesländer und nach Ost-Berlin auszudehnen. In der Sektion Berlin gelang dies gut. Darüber hinaus hat sich die GfW in allen Hauptstädten der neuen Bundesländer fest etabliert. Mit dem Ausbau der Sektionen und dem zunehmenden sicherheitspolitischen Informationsangebot wuchs auch dort die Zahl der Mitglieder, Freunde und Förderer der GfW stetig.

## Kritik
Im Februar 1999 wurde die Gesellschaft für Wehr- und Sicherheitspolitik (GfW) nach einer Recherche von Panorama des Norddeutschen Rundfunks öffentlich kritisiert, da sie rechtsradikale Referenten wie Franz Uhle-Wettler, Hans-Ulrich Kopp und Albrecht Jebens aus Steuergeldern finanziert und sie auf ihren Veranstaltungen Redebeiträge halten ließ. Der Regierungssprecher der Bundesregierung kündigte daraufhin an, die Tätigkeit der GfW überprüfen lassen zu wollen, um weitere Mitfinanzierung von rechtsradikalen Agitationen zu unterbinden. Der damalige Generalinspekteur der Bundeswehr, Hartmut Bagger, war zu dieser Zeit Mitglied im Kuratorium und wurde im März 1999 noch vor seiner Pensionierung Präsident der GfW. Das Bundesministerium der Verteidigung widersprach Panorama und ließ verlauten, dass Bagger kein Mitglied des Kuratoriums sei und die Behauptung von Panorama „schlichtweg falsch“ sei, entschuldigte sich aber im Nachhinein und stellte klar, dass die Panorama-Recherchen „ganz und gar korrekt gewesen“ seien. Bagger trat kurz danach im Jahr 2000 vom Amt des Präsidenten der GfW zurück.
In einer Kleinen Anfrage an die Bundesregierung aus dem Jahr 2010 kritisiert die Bundestagsfraktion Die Linke an der GfW unter anderem, dass der dringende Verdacht bestehe, „dass der Hauptzweck der GfW darin liegt, die wirtschaftlichen Interessen der Rüstungsindustrie zu fördern und politische sowie exekutive Entscheidungen zu beeinflussen“. Empfehlungen seitens der GfW zu Vorhaben der Bundesregierung für Rüstungsprogramme und Rüstungsaufträge schloss die Bundesregierung daraufhin nicht aus.

## Vorstand
Der Gesellschaft für Wehr- und Sicherheitspolitik e. V. stehen vor:
- Präsident Hans-Peter Bartels, ehem. Wehrbeauftragter des Deutschen Bundestages
- Vizepräsident Reinhard Brandl (CSU), Mitglied im Haushaltsausschuss
- Vizepräsident Kersten Lahl, ehem. Präsident der Bundesakademie für Sicherheitspolitik
- Vizepräsident Alexander Müller (FDP), Obmann im Verteidigungsausschuss
- Vizepräsident Reiner Schwalb, Brigadegeneral a. D. (Komm.)
- Vizepräsidentin Jessica Nies als Vertreterin der Jungen GSP
- Vizepräsident Peter Tauber, ehem. Parlamentarischer Staatssekretär bei der Bundesministerin der Verteidigung.

## Kuratorium
Das Kuratorium besteht aus folgenden Personen:
- Hans-Peter Bartels, ehem. Wehrbeauftragter des Deutschen Bundestages
- MdB Karl-Heinz Brunner, Stellvertreter des Präsidenten des Verbandes der Reservisten der Deutschen Bundeswehr
- Bärbel Dieckmann, ehem. Präsidentin der Welthungerhilfe
- Rolf Clement, Chefredakteur Europäische Sicherheit & Technik
- GenLt a. D. Kurt Herrmann, Präsident der Clausewitz-Gesellschaft e. V.
- Karl-Heinz Kamp, Präsident der Bundesakademie für Sicherheitspolitik
- Walter Kolbow, Sprecher des Beirates der Bundesakademie für Sicherheitspolitik
- Joachim Krause, Direktor des Instituts für Sicherheitspolitik an der Universität Kiel
- Winfried Nachtwei, Verteidigungsexperte Bündnis 90/Die Grünen
- Merith Niehuss, Präsidentin der Universität der Bundeswehr München
- Gerhard Schempp, Präsident der Deutsche Gesellschaft für Wehrtechnik e. V.
- Oberst André Wüstner, Bundesvorsitzender des Deutschen BundeswehrVerbandes

## Ehemalige Präsidenten
- 2019–2021: Johannes Varwick, Professor für Politikwissenschaft an der Martin-Luther-Universität Halle-Wittenberg
- 2010–2019: Ulrike Merten, SPD-Politikerin
- 2001–2010: Claire Marienfeld-Czesla, CDU-Politikerin, ehem. Wehrbeauftragte
- 1999–2000: Hartmut Bagger, ehem. Generalinspekteur der Bundeswehr
- 1992–1999: Klaus-Dieter Uelhoff, CDU-Politiker, Staatssekretär a. D.

...
- 1978–1983: Jürgen Bennecke, ehem. NATO-Oberbefehlshaber der alliierten Streitkräfte Europa-Mitte (CINCENT)

...
- 1972–????: Hasso Viebig, Brigadegeneral
- 1965–1971: Hellmuth Reinhardt, Generalmajor a. D. der Wehrmacht und der Bundeswehr
- 1964–1965: Friedrich Ruge, ehem. Inspekteur der Marine
- 1963–1964: Smilo von Lüttwitz, Generalleutnant a. D. der Bundeswehr
- 1954–1963: Georg-Hans Reinhardt, Generaloberst a. D. der Wehrmacht
- 1952–1956: Vollrath von Hellermann, Generalmajor a. D. der Wehrmacht

## Ähnliche Institutionen
- Atlantische Initiative
- Deutsche Atlantische Gesellschaft
- Gesellschaft für Außenpolitik
- Deutsche Gesellschaft für Auswärtige Politik